# استو تاون‌شیپ (شهرستان الگینی، پنسیلوانیا)
استو تاون‌شیپ (به انگلیسی: Stowe Township) یک منطقهٔ مسکونی در ایالات متحده آمریکا است که در شهرستان الگینی، پنسیلوانیا واقع شده‌است. استو تاون‌شیپ ۵٫۹۵ کیلومتر مربع مساحت و ۶٬۳۶۲ نفر جمعیت دارد.